# USS Adirondack (ID-1270)
Adirondack – amerykański bocznokołowy parowiec pasażerki o stalowym kadłubie. Zbudowany w Brooklynie w 1896. Został wyczarterowany przez US Navy do służby w czasie I wojny światowej. Dostarczony we wrześniu 1917 i przemianowany na USS "Adirondack" (ID 1270). Przez ponad dwa lata był wykorzystywany jako pływające koszary przeznaczone dla rekrutów w New York Navy Yard. Niepotrzebny po podpisaniu rozejmu wrócił do poprzedniego właściciela w styczniu 1919. Operował w rejonie rzeki Hudson przez kilka lat, ale wyszedł z użycia w 1923-1924.